# Veichter
Veichter ist eine Ortschaft in der Gemeinde Hagenberg im Mühlkreis im Bezirk Freistadt, Oberösterreich.
Die Ortschaft befindet sich nordwestlich von Pregarten und östlich der Mühlkreis Autobahn. Am 1. Jänner 2024 zählte die Ortschaft 458 Einwohner.

## Geschichte
Das früheste Schriftzeugnis ist von 1429 und lautet „Fewchtech“. Der Name geht auf althochdeutsch fiuht-jahi (Fichtenwald) zurück.